# أسنى المطالب

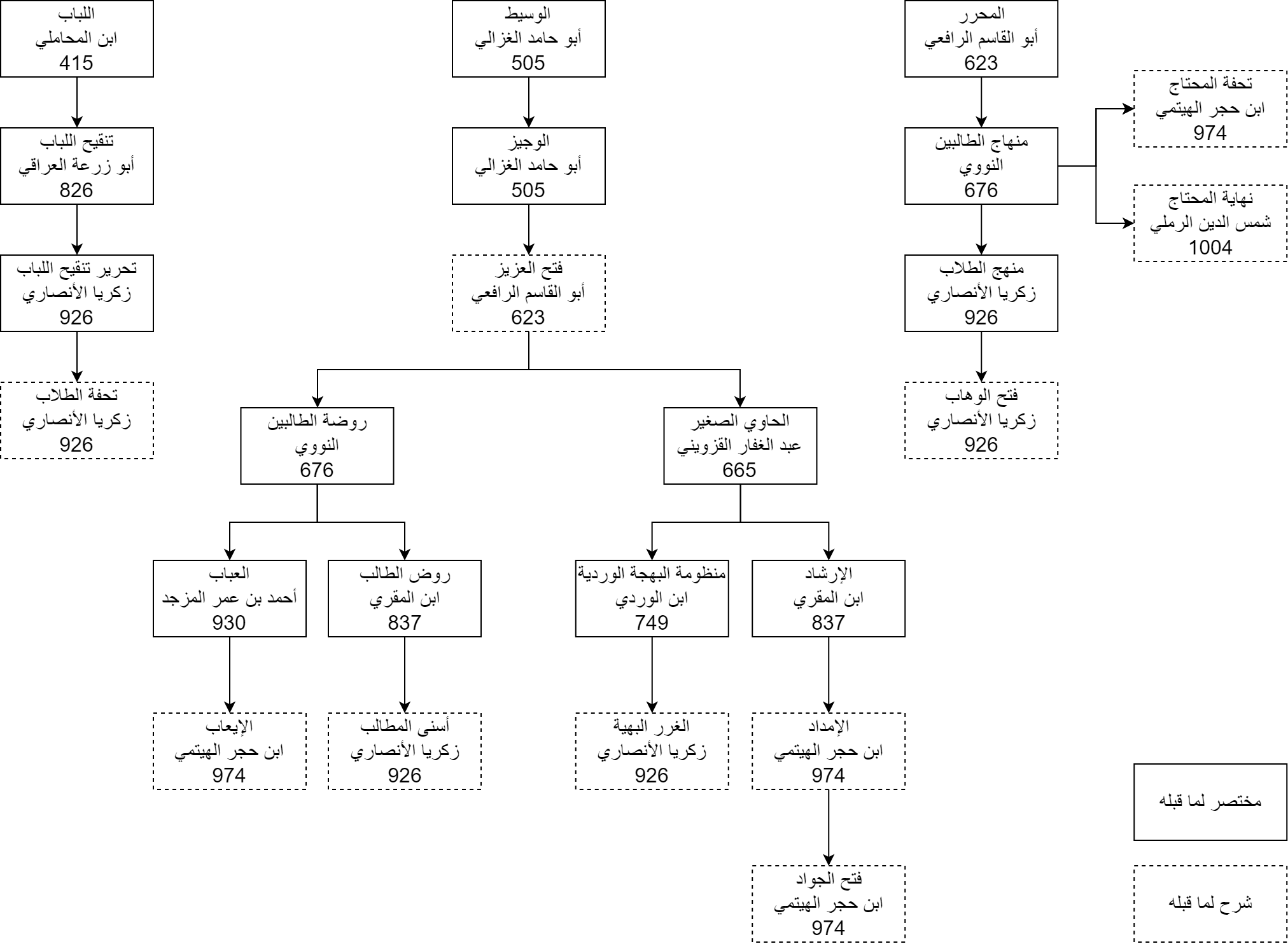
بعض أهم كتب الفقه الشافعي، ويظهر كتاب "أسنى المطالب" أسفل الشجرة.

أسنى المطالب شرح روض الطالب للإمام الفقيه زكريا الأنصاري الشافعي (823-926هـ) هو كتاب موسوعي في الفقه على المذهب الشافعي، وهو شرح لكتاب «روض الطالب» لابن المقرئ (ت 837هـ) الذي هو مختصر عن كتاب «روضة الطالبين» للإمام النووي (ت 676هـ). ولكتاب أسنى المطالب أهمية كبيرة عند الشافعية، حتى قال بعضهم: ليس شافعياً من لم يقرأ أسنى المطالب. وقد وضع شهاب الدين الرملي (ت 957هـ) حاشية على هذا الكتاب.
قيل في مدح هذا الكتاب:
وقيل أيضاً:
وجاء في مقدمة الكتاب:
«فَهَذَا مَا دَعَتْ إلَيْهِ حَاجَةُ الْمُتَفَهِّمِينَ لِلرَّوْضِ فِي الْفِقْهِ، تَأْلِيفُ الْإِمَامِ الْعَلَّامَةِ شَرَفِ الدِّينِ إسْمَاعِيلَ بْنِ الْمُقْرِي الْيَمَنِيِّ، مِنْ شَرْحٍ يُحِلُّ أَلْفَاظَهُ، وَيُبَيِّنُ مُرَادَهُ، وَيُذَلِّلُ صِعَابَهُ، وَيَكْشِفُ لِطُلَّابِهِ نِقَابَهُ، مَعَ فَوَائِدَ لَا بُدَّ مِنْهَا، وَدَقَائِقَ لَا يَسْتَغْنِي الْفَقِيهُ عَنْهَا، عَلَى وَجْهٍ لَطِيفٍ، وَمَنْهَجٍ حَنِيفٍ، خَالٍ عَنْ الْحَشْوِ وَالتَّطْوِيلِ، حَاوٍ لِلدَّلِيلِ وَالتَّعْلِيلِ، وَاَللَّهَ أَسْأَلُ أَنْ يَنْفَعَ بِهِ، وَهُوَ حَسْبِي وَنِعْمَ الْوَكِيلُ، وَسَمَّيْته أَسْنَى الْمَطَالِبِ فِي شَرْحِ رَوْضِ الطَّالِبِ».